# Баргизбаш
Баргизба́ш (рос. Баргызбаш, башк. Барғыҙбаш) — присілок у складі Дюртюлинського району Башкортостану, Росія. Входить до складу Маядиківської сільської ради.
Населення — 125 осіб (2010; 150 у 2002).
Національний склад:
- башкири — 66 %
- татари — 32 %